# Muscida
Muscida eller Omikron Ursae Majoris (ο  Ursae Majoris, förkortat Omikron UMa, ο UMa) som är stjärnans Bayerbeteckning, är en jättestjärna belägen i den nordvästra delen av stjärnbilden Stora Björnen. Den har en skenbar magnitud på 3,35 och är väl synlig för blotta ögat. Baserat på parallaxmätning inom Hipparcosuppdraget på ca 18,2 mas, beräknas den befinna sig på ett avstånd av ca 179 ljusår (ca 55 parsek) från solen.

## Nomenklatur
Omikron Ursae Majoris har det traditionella namnet Muscida, som den delar med den optiska dubbelstjärnan Pi Ursae Majoris. År 2016 organiserade Internationella astronomiska unionen en arbetsgrupp för stjärnnamn (WGSN) med uppgift att katalogisera och standardisera riktiga namn för stjärnor. WGSN:s första bulletin i juli 2016 innehöll en tabell över de första två satserna av namn som fastställts av WGSN där Muscida ingår för denna stjärna.

## Egenskaper
Muscida är en gul till vit jättestjärna av spektralklass G4 II-III och har hunnit halvvägs mellan jätte- och ljus jättefaserna i sin utveckling. Den har en massa som är omkring tre gånger större än solens, en radie som är ca 14 gånger större än solens radie och utsänder från dess fotosfär ca 138 gånger mer energi än solen vid en effektiv temperatur på ca 5 240 K. 
I 1982 års upplaga av New Catalogue of Suspected Variable Stars listades Muscida med en variabilitet på 3,30 till 3,36 i det synliga ljuset. Emellertid noterade amerikanska astronomen Dorrit Hoffleit 1992 att de två jämförelsestjärnorna som användes för att bestämma variabiliteten kan vara olika. Därför kan den verkliga variabiliteten hos denna stjärna endast vara misstänkt.
Muscida har en följeslagare av magnitud 15,2 som är separerad med 7,1 bågsekunder. Med största sannolikhet är denna källan till röntgenstrålning från konstellationen. Den listas ibland med ytterligare två följeslagare, men utgående från korrektionsdata verkar dessa vara optiska följeslagare. Den ingår i en grupp stjärnor med en gemensam bana genom Vintergatan med en excentricitet på 0,12. Den rör sig mellan 23 500 och 30 200 ljusår från galaxens centrum och ligger omkring 330 ljusår ovanför det galaktiska planet.
År 2012 observerades en exoplanet, betecknad Omikron Ursae Majoris Ab, som primärt kretsar kring stjärnan på ett avstånd av 3,9 astronomiska enheter. Denna gasjätte med 4,1 gånger Jupiters massa fullbordar ett omlopp på 1 630 dygn.